# Перица
Перица е бивше село в Югозападна България, разположено на територията на община Хаджидимово, област Благоевград.

## География
Селото се е намирало на 300 m от днешната българо-гръцка граница между селата Петрелик и Белотинци, в северното подножие на връх Пожар (806 m).

## История
В „Етнография на вилаетите Адрианопол, Монастир и Салоника“, издадена в Константинопол в 1878 година и отразяваща статистиката на населението от 1873 година, Перица (Péritsa) е посочено като село в Неврокопска каза с 52 домакинства и 150 жители помаци.
През 1899 година селото има население 340 жители според резултатите от преброяване населението на Османската империя. Към 1900 година според статистиката на Васил Кънчов („Македония. Етнография и статистика“) в Перица живеят 300 души, всички турци.
Селото е освободено от османска власт през октомври 1912 година по време на Балканската война от Седма рилска дивизия. След Деветосептемврийския преврат приграничното село принудително е изселено в 1951 година, тъй като остава южно от изграденото гранично съоръжение.